# Китикмеот (регион)
Китикмеот (регион) (енгл. Kitikmeot Region, Инуктитут (Qitirmiut) ᕿᑎᕐᒥᐅᑦ,) је административни регион Нунавута у Канади. Састоји се од јужног и источног дела острва Викторија са суседним делом копна све до полуострва Боотхиа, заједно са острвом Краљ Вилијама и јужним делом острва Принца од Велса. Регионални центар је Кембриџ Беј (1.766 становника).
Пре 1999. регион Китикмеот је постојао под нешто другачијим границама као регион Китикмеот, северозападне територије.

## Транспорт
Приступ територијалном главном граду Икалуиту је тежак и скуп јер је једини директни лет из залива Кембриџ, који је почео током пандемије Ковида-19 у Канади. На пример, Икалуит је отприлике 1.069 km (664 mi) од Кугарука, најближе заједнице Китикмеот. Лет у једном правцу до главног града кошта између 2.691 и 2.911 долара (од новембра 2016) и укључује лет до, заједно са преноћиштем у Јелоунајфу, северозападне територије, приближно 1.310 km (810 mi) југозападно од Кугарука—укупно, путовање од око 3.627 km (2.254 mi). Као што је случај са остатком Нунавута, нема путног приступа региону. Свих пет засеока имају сертификоване аеродроме: Аеродром Кембриџ Беј, Аеродром Ђоа Хејвен, Аеродром Кугарук, Аеродром Куглуктук и Аеродром Талојоак, са редовним летовима Канадијен Норт и Фирст Ер.
У региону постоје и четири регистрована аеродрома. Водени аеродром у заливу Кембриџ је база за пловне авионе отворена само током летњих месеци. Аеродром Џорџ Лејк, ледена писта је отворена само од јануара до априла и служи за пројекат Бек Ривер Голд. Аеродром Гус Лејк такође служи за пројекат Бек Ривер Голд и има и ледене и шљунчане писте. Аеродром Хоп Беј служи руднику Хоп Беј и представља шљунчану писту. Некадашњи аеродром Дорис Лејк, био је 2.406 m (7.894 ft) дугачка ледена писта, и био је најдужи у региону, служио је рудник Дорис Лејк.

## Политика
Регион је дом једине две заједнице у Нунавуту које су гласале „не“ на плебисциту о подели 1982: Кембриџ Беј и Куглуктук.
Регион има четири изборна округа;
- Кембриџ залив, који покрива залив Батерст, залив Кембриџ и Умингмакток. Седиште држи Џени Ехалок.
- Гјоа Хевн, која покрива заједницу Гјоа Хевн и коју држи Тони Акоак.
- Куглуктук, који покрива Куглуктук. То место тренутно држи Калвин Педерсен, који је изабран акламацијом на допунским изборима у јулу 2020.
- Нетсилик, који покрива Талојоак и Кугарук. Седиште држи Емилиано Кирнгнук.

Бивши окрузи укључују Акулик, који је покривао Кугарук и Наујат у региону Кивалик. Био је то једини изборни округ у Нунавуту који је прелазио два региона. Натилик, који је покривао Гјоа Хевн и Талоиоак. Претходни носилац била је бивша савезна министарка здравља Леона Аглукак.
Године 2007. на њиховој скупштини, Боб Лајал, члан одбора Китикмеот Инуитског удружења, предложио је формирање политичке странке под називом Блок Китикмеот да би се кандидовала на следећим општим изборима и залагала се за засебну територију Китикмеот. Боби Лајал, заједно са председником корпорације Китикмеот, Чарлијем Лајалом и делегатима Мартином и Кони Каполак, тврдили су да је влада Нунавута потрошила већину новца за инфраструктуру који је доступан од савезне владе у Бафиновом региону (регија Кикикталук). Међутим, странка није формирана и због тога се ниједан члан није кандидовао за место у законодавној скупштини Нунавута која наставља да ради као влада консензуса.

## Заједнице

### Насеља
- Кембриџ Беј популација: 1.766;[2]
- Гјоа Хевн популација: 1.324[8]
- Кугарук популација: 933[9]
- Куглуктук популација: 1.491[10]
- Талојоак популација: 1.029[11]

### Остало
- Батерст Инлет популација: 0[12]
- Умингмакток популација: 5[13]
- Китикмеот популација: 0[14]

## Заштићена подручја
- Територијални парк Оваиок
- Територијални парк Северозападног пролаза
- Територијални парк Куглук/Блади Фолс
- Уточиште миграторних птица у заливу краљице Мод
- Олупине ХМС Еребус и ХМС Террор Нешнал Хисторик Сајт

## Демографија
Регија Китикмеот је такође једна од три пописне јединице у Нунавуту, а остале су региони Кивалик (такође познат као Киватин) и Кикикталук (такође познат као Бафин). Од ових три, Китикмеот је најмањи по величини јер има 1.343,8 km2 (518,8 sq mi) мањи од Кивалика. Има најмању популацију и најмање је насељена од три. Становништво су претежно Инуити (90,0%) са 0,7% других абориџинских народа, 0,3% северноамеричких Индијанаца и 0,4% Метиси, и 9,3% неабориџина.
Попис становништва Канаде из 2016.
- популација: 6.543
- Промена броја становника (2011–2016): +8,8%
- Приватни станови: 1.870
- Површина (земља): 443.277,47 km2 (171.150,39 sq mi)
- Густина: 0.02/km2 (0.04/sq mi)
- Национални ранг према броју становника (2011): 286. од укупно 293.
- Територијални ранг по броју становника: 3. од 3